# Балдуинштајн
Балдуинштајн (њем. Balduinstein) општина је у њемачкој савезној држави Рајна-Палатинат. Једно је од 137 општинских средишта округа Рајн-Лан. Према процјени из 2010. у општини је живјело 540 становника. Посједује регионалну шифру (AGS) 7141503.

## Географски и демографски подаци
Балдуинштајн се налази у савезној држави Рајна-Палатинат у округу Рајн-Лан. Општина се налази на надморској висини од 160 метара. Површина општине износи 5,2 km². У самом мјесту је, према процјени из 2010. године, живјело 540 становника. Просјечна густина становништва износи 104 становника/km².